# Émetteur très basse fréquence de Cutler

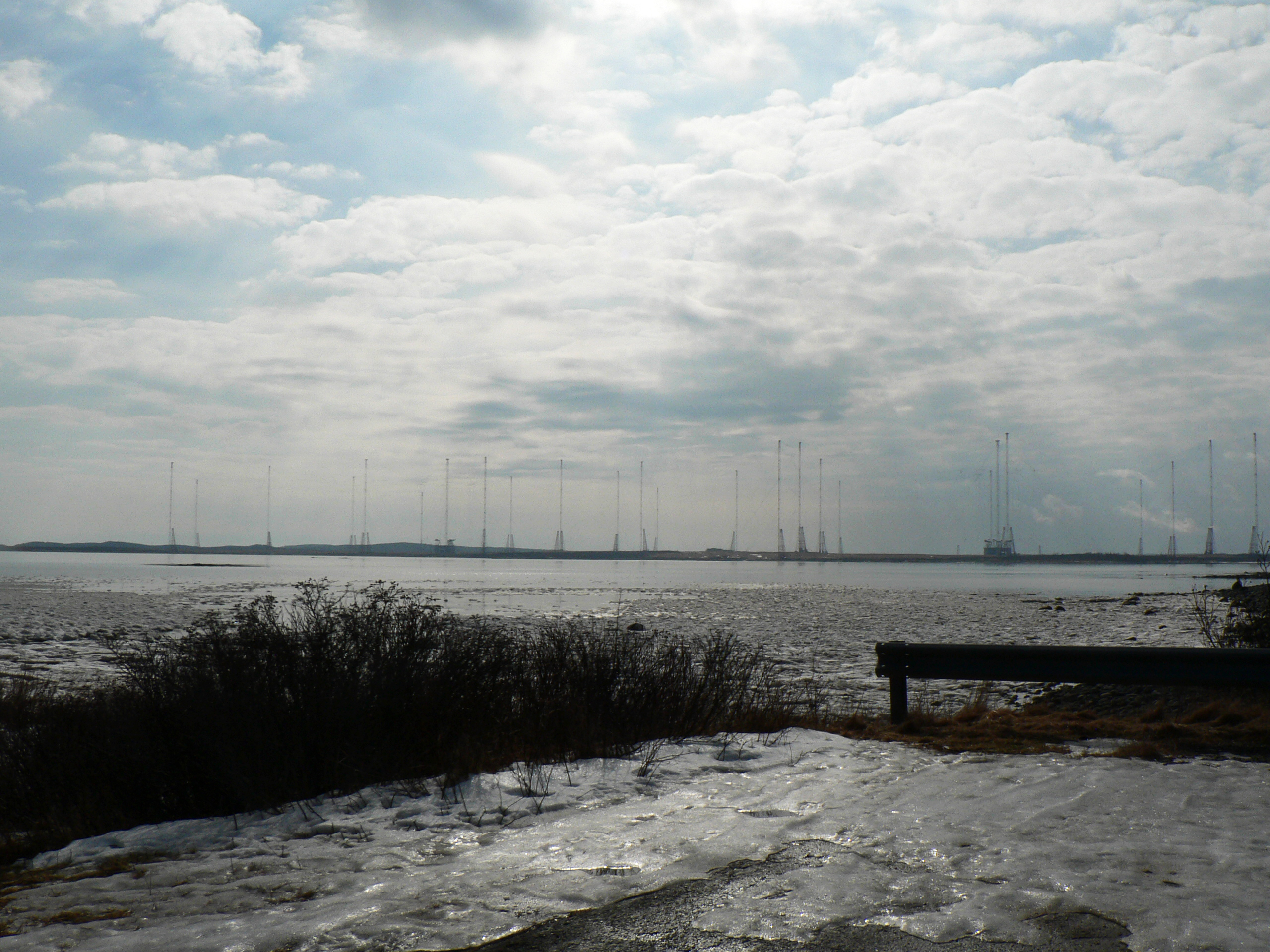
L'antenne de l'émetteur Cutler VLF est visible depuis l'autre côté de la baie Little Machias, à une distance d'environ 3 kilomètres.

L'émetteur très basse fréquence de Cutler est la station de radio à très basse fréquence (VLF) de la marine américaine à Cutler, dans le Maine. La station fournit une communication à sens unique aux sous-marins de la flotte de l’Atlantique, à la fois en surface et immergés. Il émet avec l'indicatif NAA, à une fréquence de 24 kHz et une puissance d'entrée pouvant atteindre 1,8 mégawatt. Il est l'un des émetteurs radio les plus puissants au monde.

## Installation
L'actuelle station navale de Cutler a été construite en 1960 et est devenue opérationnelle le 4 janvier 1961. Elle a une puissance de transmission de 2 mégawatts. Comme toutes les stations VLF, l'émetteur a une bande passante très faible et ne peut donc pas transmettre d'audio (parole) mais uniquement des messages texte codés, à un débit de données relativement faible. La transmission consiste en un signal à modulation à décalage minimum (MSK) à chiffrement continu capable d'opérations multicanales. L'émetteur fonctionne sur 24,0 kHz. Dans le passé, il fonctionnait sur 17,8 kHz. L’indicatif de la station est NAA.

## Antennes
Le vaste système d’antennes se compose de deux antennes parapluies identiques, appelées « matrice nord » et « matrice sud ».
Chaque réseau consiste en un anneau de treize grands mâts métalliques reliés au sommet par un réseau de câbles horizontaux. Les câbles forment six "panneaux" en forme de losange qui rayonnent de la tour centrale dans un motif hexagonal en forme de flocon de neige. Les deux baies fonctionnent normalement comme une seule antenne, mais chacune est conçue pour fonctionner indépendamment afin de permettre la maintenance sur l’autre. La tour centrale de chaque système d’antenne mesure 304 mètres de hauteur. Elle est entourée de six mâts de 266,7 mètres de hauteur, placés sur un anneau de 556 mètres de rayon autour de la tour centrale. Les six tours restantes du réseau mesurent 243,5 mètres de hauteur et sont placées sur un cercle de 935,7 mètres autour de la tour centrale.

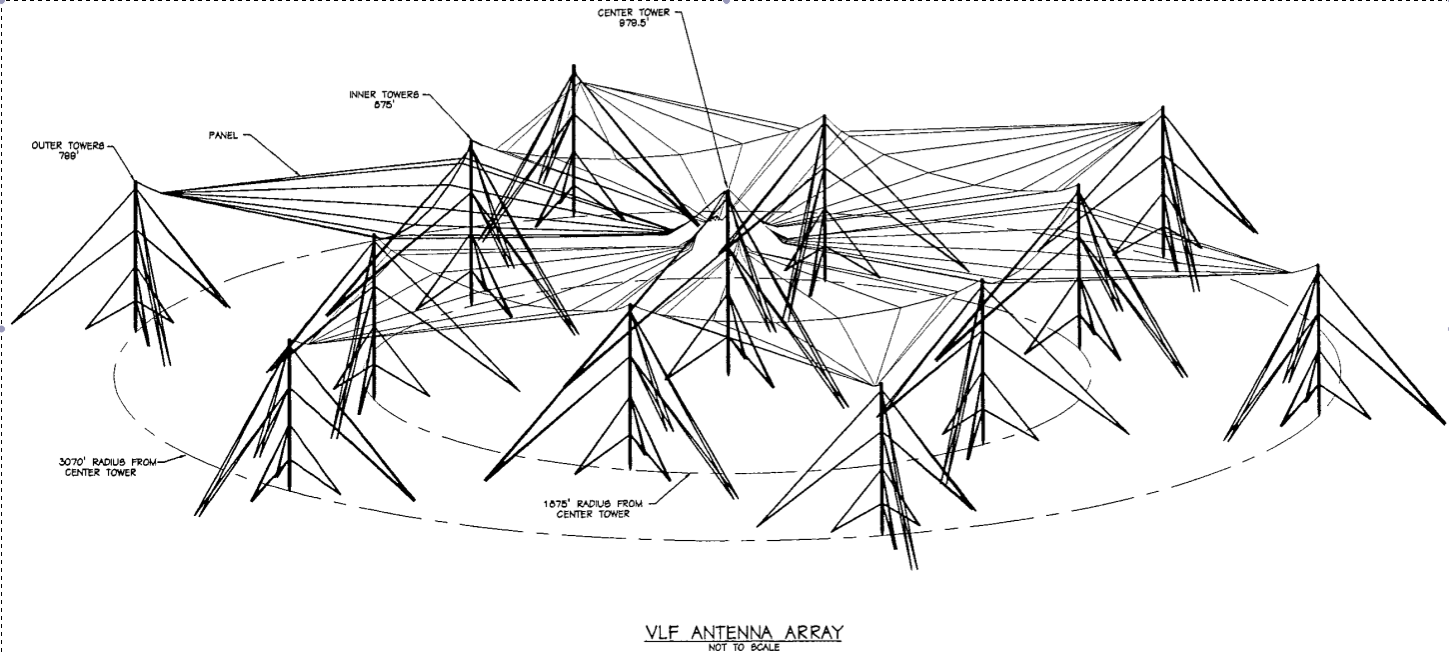
Dessin isométrique de l'un des deux réseaux d'antennes.

Chaque élément ("panneau") de l'antenne est suspendu entre la tour centrale, deux tours de la bague intérieure et une tour de la bague extérieure. L'ensemble du dispositif a un diamètre de 1,871 kilomètre.
Ce type de réseau d’antennes est appelé antenne trideco ou parapluie, l’un des seuls types d’antenne capables de diffuser efficacement de l’énergie à la faible fréquence de 24 kHz utilisée. Il fonctionne comme une antenne monopolaire électriquement courte à charge capacitive supérieure. Les fils verticaux du mât central de l'antenne émettent les ondes radio VLF, tandis que le réseau de câbles horizontaux suspendus fonctionne comme un grand condensateur, augmentant l'efficacité des émetteurs verticaux. À la base de chaque mât se trouve un réseau de câbles en forme d'étoile, à quelques centimètres au-dessus du sol, s'étendant sur plusieurs mètres; appelé contrepoids, cette structure sert de plaque de fond du « condensateur ».
Le climat dans le Maine entraîne un givrage sévère des fils de l’antenne en hiver, ce qui entraîne des charges inacceptables sur les structures de support. Par conséquent, les antennes ont un système de dégivrage qui fait circuler de grands courants électriques de 60 Hz à travers les fils, les chauffant pour faire fondre la glace. La puissance nécessaire au dégivrage est de 3 MW, puissance supérieure à celle de sortie du transmetteur. Un réseau d'antennes ne peut pas émettre pendant le dégivrage, et l'une des raisons d'être de deux baies est de permettre le dégivrage d'un réseau, tandis que l'autre fournit une capacité de transmission ininterrompue cruciale. Des réparations sur une matrice peuvent également être effectuées sans interrompre la transmission.

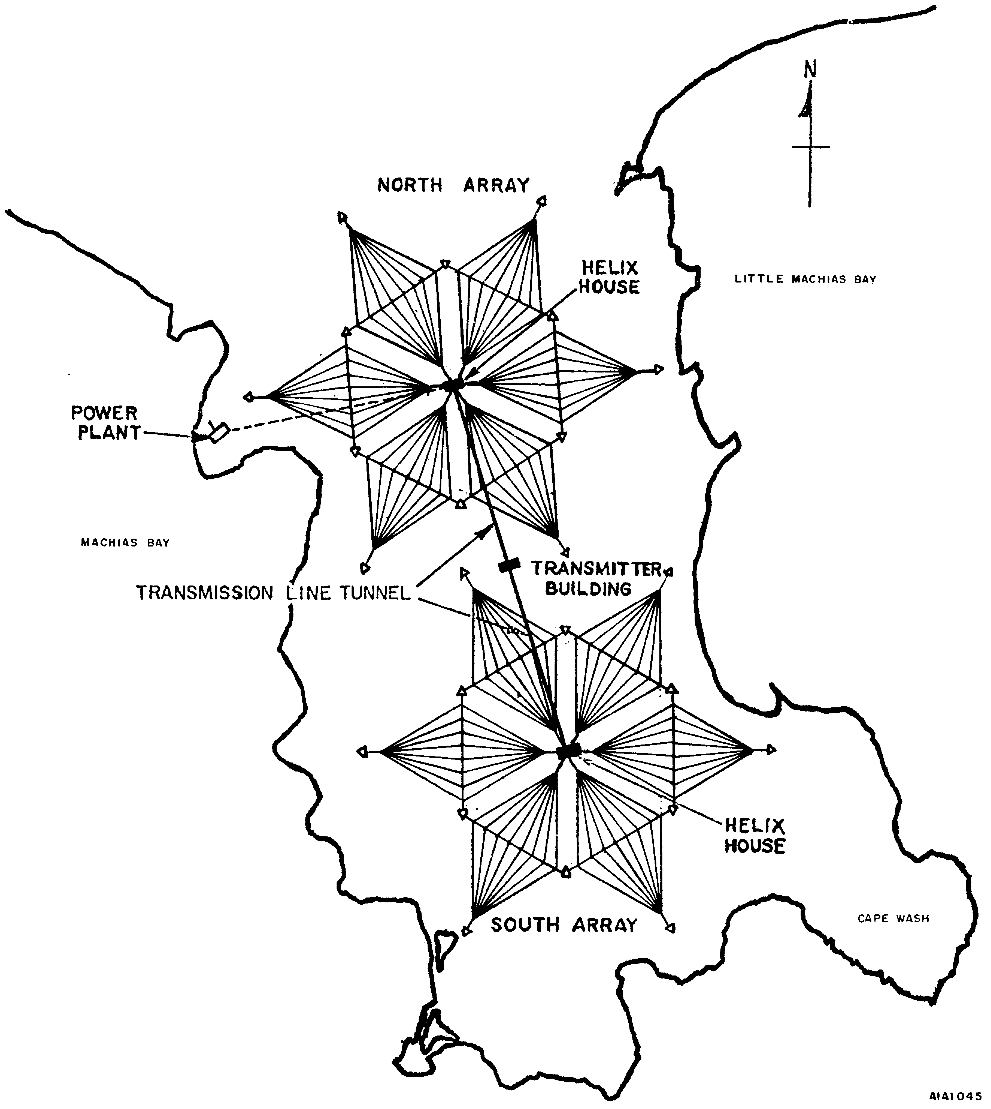
Schéma du réseau d'antennes de Cutler.

## Maintenance des antennes
La maintenance de l'antenne est effectuée pendant les mois d'été. Pendant les périodes de maintenance, la station émet sur une baie alors que le travail est effectué sur l'autre baie, qui est alors mise à la terre. Cela permet une transmission continue, cruciale depuis que la Marine a fermé Annapolis NSS, la seule autre station VLF de la côte Est.
La région où les deux réseaux se rapprochent, près du bâtiment émetteur, est appelée « zone de nœud papillon ». Il y a deux panneaux et trois tours de chaque réseau dans cette zone.
La procédure d’exploitation de la station actuelle, basée sur une étude RADHAZ antérieure, ne permet pas de travailler sur les tours ou les panneaux de la zone de papillon pendant la transmission de l’autre réseau. Un projet de peinture des tours est en cours[Quand ?] à Cutler et devrait être achevé au cours des prochaines années. Dans le cadre de la politique actuelle de la station, l’achèvement de ce projet nécessiterait plusieurs mois d’interruption totale, ce qui est inacceptable.
Des transmissions test ont été organisées, pendant lesquelles seuls quatre panneaux d'un réseau sont connectés à l'émetteur. L’objectif des essais à quatre panneaux était de permettre la peinture et l’entretien normal des tours de la zone de nœud papillon du réseau inactif. Un objectif secondaire des tests est de caractériser les paramètres de fonctionnement de l'antenne qui n'ont pas été mesurés depuis le passage à 24,0 kHz.